# Хорватский биографический словарь
Хорватский биографический словарь (хорв. Hrvatski biografski leksikon) — энциклопедическое издание на хорватском языке, содержащее в себе биографическую информацию о видных деятелях Хорватии. За сорок лет непрерывной работы над словарём в нём появилось более чем 12 000 биографий людей, так или иначе повлиявших на хорватское общество, историю и культуру.

## История
Впервые идея о создании энциклопедии, содержащей в себе биографические данные о деятелях хорватской истории появилась в 1905 году. Тогда хорватский издатель Велимир Дежелич в своей статье для журнала «Vitezović» выразил желание создать подобный словарь к 1000-летию основания Хорватского королевства, то есть к 1925 году. Против этой идеи высказался филолог Ватрослав Ягич, аргументируя свою позицию тем, что при составлении будущей энциклопедии авторы намереваются игнорировать биографии выдающихся сербов, которые по мнению Ягича внесли значительный вклад в историю Хорватии. В это же время интерес к созданию подобного справочника проявила и Югославская академия наук. Однако ни Дежелич, ни академики Югославии, так и не смогли в полной мере реализовать проект словаря. Единственным успехом в этом начинании можно назвать публикацию Дежеличем книги «Znameniti i zaslužni Hrvati te pomena vrijedna lica u hrvatskoj povijesti 925—1925», в которой содержалось около 1000 биографий людей, внёсших вклад в хорватскую историю.
О создании хорватского биографического словаря забыли на полвека, пока в 1970-х годах к этой идее не вернулся директор Югославского лексикографического института (JLZ) Мирослав Крлежа. Крлежа вместе с писателем и филологом Круно Крстичем начал работу над созданием хорватского биографического словаря с определения критериев, согласно которым биография того или иного человека могла быть включена в состав издания. Всего Крлежа, Крстич и привлечённая команда экспертов выделили три основных признака. Таким образом в энциклопедию могли попасть биографии: 1) Человека рождённого на территории Хорватии, вне зависимости от его национальности; 2) Человека родившегося за пределами Хорватии, но некоторое время проживавшего на её территории и внёсшего за это время весомый вклад в хорватскую историю; 3) Человека никогда не ступавшего на хорватскую землю, но прочно ассоциирующего себя с хорватским народом или культурой. Позднее, для включения персон внёсших недостаточно заметный на общенациональном уровне вклад, но так или иначе отметившихся на региональном уровне в Хорватии, издателями будет введён ряд дополнительных критериев для добавления биографии в словарь. Следующим вопросом, возникшим перед авторами словаря стала необходимость включения в их книгу биографии ныне живущих людей. Несмотря на традицию, сложившуюся при составлении биографических словарей их иностранными коллегами, допускать публикацию лишь биографий умерших людей, сотрудники JLZ в качестве уступки для представителей югославской партийной номенклатуры, желавших прочно закрепиться на страницах хорватской истории, приняли решение о включении в готовящуюся книгу биографических справок и о деятелях родившихся после 1945 года.
Первый том словаря с более чем 1600 биографиями, составленными дюжиной югославских учёных, был опубликован в 1983 году, а его главным редактором выступил профессор кафедры хорватской литературы Задарского университета Никица Колумбич. В 2009 году издателями словаря было принято решение о запуске онлайн-версии издания, что привело сначала к равному числу биографий как на бумаге, так и в интернете, а в 2015 году и вовсе вывело цифровое издание по числу статей вперёд. Печатное издание на момент 2021 года состояло из девяти томов, содержащих в себе 12 547 биографических статей и публикующихся в алфавитном порядке.